# Christine Wolf (Leichtathletin)
Christine Ingrid Wolf OAM (* 3. März 1980 in Kirchheim unter Teck, Baden-Württemberg) ist eine deutsche Leichtathletin, die seit 2006 für Australien an Wettbewerben teilnimmt.

## Leben und Karriere
Im Alter von zehn Jahren wurde in Christine Wolfs linkem Bein Krebs diagnostiziert. In den nächsten fünf Jahren folgten Chemotherapien und damit verbundene Krankenhausaufenthalte. 1995 musste das Bein schließlich über dem Knie amputiert werden. Nachdem sie 1996 die Sommer-Paralympics in Atlanta besucht hatte, begann sie 1997 mit einer Prothese zu trainieren. Neben dem Lauftraining beschäftigte sie sich mit der Disziplin Weitsprung, in der sie hoffte 2000 an den Sommer-Paralympics teilzunehmen. Da es dort keinen Wettbewerb für ihre Klassifikation gab, war sie in Sydney nur als Zuschauerin anwesend.
2004 konnte sie in Athen erstmals an den Sommer-Paralympics teilnehmen. Sie gewann für Deutschland eine Silbermedaille im Weitsprung in der Klassifikation F42. In Athen traf Wolf mit Mitgliedern der australischen Mannschaft zusammen und wurde zu einem dreimonatigen Trainingsbesuch nach Canberra eingeladen. Februar 2005 reiste sie schließlich nach Australien. Bereits nach wenigen Wochen entschied sie sich, permanent in Australien zu bleiben. 2006 trat Wolf erstmals für ihre neue Wahlheimat bei Leichtathletik-Wettbewerben an. Bei den Sommer-Paralympics 2008 in Peking gewann sie für Australien Gold im Weitsprung in der Klassifikation F42 sowie Bronze im 100-Meter-Lauf in der Klassifikation T42.
Für ihre Verdienste um den Sport als Goldmedaillengewinner bei den Paralympics 2008 wurde sie 2009 mit der Medaille des Order of Australia ausgezeichnet.